# Tlemcen Nationalpark
Tlemcen Nationalpark er en af de senest tilkomne nationalparker i Algeriet. Den ligger i Tlemcen-provinsen, opkaldt efter byen Tlemcen.
Nationalparken omfatter skovene Ifri, Zariffet og Aïn Fezza, vandfaldene og klinterne El Awrit og mange arkæologiske fundsteder, herunder ruinbyen Mansoura, som Tlemcen er funderet på. I Mansora finder man blandt andet ruinen af Sidi Boumediene-moskeen.
34°42′23″N 1°27′35″V / 34.706346°N 1.459733°V